# 亞米爾·培拉塔·哈拉
亞米爾·培拉塔·哈拉（西班牙語：Alberto Peralta Jara，1991年7月16日—）是一名阿根廷拳擊運動員，曾代表國家參加2012年倫敦奧運的男子重量級拳擊比賽，並未獲得獎牌。一年後，他在世界拳擊錦標賽上獲得男子重量級項目的銅牌。